# Сонная Лощина (фильм)
«Со́нная Лощи́на» (англ. Sleepy Hollow) — художественный фильм в жанре мистического детектива, поставленный режиссёром Тимом Бёртоном по мотивам рассказа Вашингтона Ирвинга «Легенда о Сонной Лощине». Герой фильма, нью-йоркский констебль Икабод Крейн, отправляется в деревню Сонная Лощина расследовать загадочную серию убийств, совершённых мистическим Всадником без головы.
В фильме снимались Джонни Депп, Кристина Риччи, Миранда Ричардсон, Каспер Ван Дьен, Кристофер Ли, Майкл Гэмбон и Марк Пикеринг, роль Всадника без головы исполнил Кристофер Уокен.
В США фильм собрал 101 071 502 доллара, а во всём мире — 206 071 052 доллара.
Премьера фильма состоялась 17 ноября 1999 года.
Слоган фильма: «Вы можете запереть двери. Вы можете закрыть окна. Но сможете ли вы пережить эту ночь?»

## Сюжет
Действие разворачивается в Америке 1799 года. Констебль из Нью-Йорка Икабод Крейн проповедует научную точку зрения в объяснении любого явления и пытается применить на практике новые методы расследования преступлений. Он самолично изготавливает многие оригинальные инструменты и приспособления для операций и патологоанатомических исследований, но вместе с тем отчаянно боится пауков. Новаторство столь оригинального полицейского встречает непонимание судебных властей города, и его отсылают в Сонную Лощину, маленькое селение потомков первых голландских переселенцев, где за последние две недели трём жителям кто-то отрубил головы.
Крейн селится в доме богатого фермера и банкира Балтуса Ван Тассела, где ему сразу же указывают на убийцу, поведав местную легенду. В недавней освободительной войне американских колоний (1775—1783) приняло участие множество гессенских наемников, но один из них был столь свиреп в бою, что нагонял ужас на целые армии. Он даже подточил свои зубы, сделав их острыми как бритва, чтобы казаться ещё страшнее. Зимой 1779 года всадник попал в засаду, солдаты загнали его в лес и обезглавили его же мечом. Не последнюю роль в этом сыграли две маленькие близняшки, выдавшие наёмника солдатам. Здесь же его тело вместе с головой и было закопано, а деревня наконец обрела покой. Но с недавних пор в Сонной Лощине начались страшные убийства, и некоторые жители утверждают, что видели скачущего во весь опор всадника без головы.
Прагматичный и рассудительный Икабод Крейн относится к деревенской легенде со скепсисом. Но в этом деле много неясного — прежде всего цель, с которой убийца забирает с собой головы жертв. На приезжего констебля в деревне смотрят с опаской, а молодой Бром Ван Брант даже с ненавистью — ведь его пассия Катрина Ван Тассел, единственная дочь банкира, благоволит молодому нью-йоркцу. Последующие за этим события и новые жертвы поколебали уверенность Крейна в рациональности окружающего мира и поубавили в нём научную спесь.
Параллельно событиям фильма Икабод вспоминает детство. В его воспоминаниях таятся истинные причины странных шрамов на внутренней поверхности обеих ладоней, которые показываются в начале фильма и о происхождении которых ранее спрашивала героя Катрина. Мать Крейна считали ведьмой, из-за чего её собственный муж-священник убил её, заточив в «Железной деве». Обнаруживший труп маленький Икабод испугался и поранил обе ладони о шипы стоявшего рядом орудия пыток. С тех пор Крейн не верит в существование Бога, а верует лишь в логику и рациональность. Когда он рассказал об этом Катрине, они ещё больше сблизились.
В ходе расследования выясняется, что всадник без головы существует, днём обитая под корнями кровоточащего Дерева Мёртвых, а ночью рыская по округе в поисках новых жертв. Около того дерева Икабод обнаружил головы тех, кого умертвил призрачный гессенец. В поисках того, кто же выкрал голову мертвеца, констебль подозревает и Балтуса Ван Тассела и даже свою новую возлюбленную, но истинным преступником оказывается жена Балтуса и мачеха Катрины, красивая и крепкая Мэри Ван Тассел. Она была одной из тех сестёр, которые когда-то выдали гессенского солдата, и теперь с его же помощью пыталась завладеть всеми богатствами Ван Тасселов. По её указанию гессенцем были убиты те, кто так или иначе мог бы встать на её пути к наследству.
С помощью Катрины молодой констебль распутывает дело, уличает виновную, а неупокоенный дух гессенского кавалериста получает назад свою голову и забирает Мэри Ван Тассел в могильные чертоги под Дерево Мёртвых. Как и двадцать лет назад, деревня обретает покой, а в одночасье осиротевшая Катрина уезжает вместе с Икабодом Крейном в Нью-Йорк, где они вместе встречают новый XIX век.

## В ролях
| Актёр             | Роль                          |
| ----------------- | ----------------------------- |
| Джонни Депп       | констебль Икабод Крейн        |
| Кристина Риччи    | Катрина Энн Ван Тассел        |
| Миранда Ричардсон | Мэри Ван Тассел               |
| Майкл Гэмбон      | Балтус Ван Тассел             |
| Каспер Ван Дин    | Бром Ван Брант                |
| Кристофер Ли      | судья                         |
| Ричард Гриффитс   | магистрат Сэмюэль Филипс      |
| Иэн Макдайармид   | доктор Томас Ланкастер        |
| Майкл Гоф         | нотариус Джеймс Харденбрук    |
| Мартин Ландау     | Питер Ван Гарретт             |
| Кристофер Уокен   | Всадник без головы            |
| Рэй Парк          | Всадник без головы (каскадёр) |
| Алан Армстронг    | верховный констебль           |
| Джеффри Джонс     | преподобный Стинвик           |
| Марк Пикеринг     | Юный Масбэт                   |
| Лиза Мэри         | леди Крейн                    |
| Джессика Ойелоуо  | Сара                          |

## Награды и номинации
| Награды и номинации | Награды и номинации                      | Награды и номинации                                                | Награды и номинации | Награды и номинации |
| Награда             | Категория                                | Номинант                                                           | Результат           |                     |
| ------------------- | ---------------------------------------- | ------------------------------------------------------------------ | ------------------- | ------------------- |
| «Оскар»             | Лучшая операторская работа               | Эммануэль Любецки                                                  | Номинация           |                     |
| «Оскар»             | Лучшая работа художника-постановщика     | Рик Хайнрикс, Питер Янг                                            | Победа              |                     |
| «Оскар»             | Лучший дизайн костюмов                   | Коллин Этвуд                                                       | Номинация           |                     |
| BAFTA               | Лучший дизайн костюмов                   | Коллин Этвуд                                                       | Победа              |                     |
| BAFTA               | Лучшая работа художника-постановщика     | Рик Хайнрикс                                                       | Победа              |                     |
| BAFTA               | Лучшие визуальные эффекты                | Джим Митчелл, Кевин Ягер, Джосс Уильямс, Пэдди Исон                | Номинация           |                     |
| «Сатурн»            | Лучший фильм ужасов                      |                                                                    | Номинация           |                     |
| «Сатурн»            | Лучший режиссёр                          | Тим Бёртон                                                         | Номинация           |                     |
| «Сатурн»            | Лучшая мужская роль                      | Джонни Депп                                                        | Номинация           |                     |
| «Сатурн»            | Лучшая женская роль                      | Кристина Риччи                                                     | Победа              |                     |
| «Сатурн»            | Лучшая мужская роль второго плана        | Кристофер Уокен                                                    | Номинация           |                     |
| «Сатурн»            | Лучшая женская роль второго плана        | Миранда Ричардсон                                                  | Номинация           |                     |
| «Сатурн»            | Лучший сценарий                          | Эндрю Кевин Уокер                                                  | Номинация           |                     |
| «Сатурн»            | Лучшая музыка к фильму                   | Дэнни Эльфман                                                      | Победа              |                     |
| «Сатурн»            | Лучший дизайн костюмов                   | Коллин Этвуд                                                       | Номинация           |                     |
| «Сатурн»            | Лучший грим и причёски                   | Кевин Ягер, Питер Оуэн                                             | Номинация           |                     |
| «Сатурн»            | Лучшие визуальные эффекты                | Джим Митчелл, Джосс Уильямс, Кевин Ягер, Марк С. Миллер            | Номинация           |                     |
| MTV Movie Awards    | Лучший злодей                            | Кристофер Уокен                                                    | Номинация           |                     |
| «Спутник»           | Лучшая мужская роль — комедия или мюзикл | Джонни Депп                                                        | Номинация           |                     |
| «Спутник»           | Лучшая музыка к фильму                   | Дэнни Эльфман                                                      | Победа              |                     |
| «Спутник»           | Лучшая операторская работа               | Эммануэль Любецки                                                  | Победа              |                     |
| «Спутник»           | Лучший монтаж                            | Крис Лебензон                                                      | Номинация           |                     |
| «Спутник»           | Лучшая работа художника-постановщика     | Рик Хейнрикс, Кен Курт, Джон Декстер, Энди Николсон, Лесли Томкинс | Победа              |                     |
| «Спутник»           | Лучший дизайн костюмов                   | Коллин Этвуд                                                       | Победа              |                     |
| «Спутник»           | Лучшие визуальные эффекты                | Джим Митчелл, Джосс Уильямс                                        | Номинация           |                     |
| «Спутник»           | Лучший звук                              | Гэри Элпер, Скип Ливси, Фрэнк Морроне                              | Победа              |                     |

## Перезапуск
В июне 2022 года стало известно, что студия Paramount Pictures перезапустит фильм «Сонная Лощина». Линдси Бир (en:Lindsey Anderson Beer) выступит режиссёром и сценаристом совместно с продюсером Тоддом Гарнером.